# محمد الرصيص
محمد الرصيص فنان تشكيلي سعودي، ولد عام 1950م، عين رئيساً لمجلس إدارة الجمعية العربية السعودية للثقافة والفنون عام 2010م، وصدر له كتاب (تاريخ الفن التشكيلي في المملكة العربية السعودية).

## التعليم
- حاصل على دبلوم التربية الفنية من معهد المعلمين عام 1969م.
- حاصل على درجة البكالوريوس في التربية الفنية من جامعة حلوان في مصر عام 1977م.
- حاصل على درجة الماجستير في الفنون والرسم من جامعة أوهايو في الولايات المتحدة عام 1982م.
- حاصل على درجة الدكتوراه في التربية الفنية من جامعة أوهايو عام 1989م.[3]

## العمل
- عمل أستاذا للفن في جامعة الملك سعود.
- عمل رئيساً لقسم الفنون في جامعة الملك سعود.
- عمل أميناً لمجلس إدارة جمعية الثقافة والفنون.[4]
- عمل رئيساً لمجلس إدارة الجمعية العربية السعودية للثقافة والفنون من عام 2010م.[5]

## إصدارات
- (الإنسان والفنون التشكيلية: ملخص تاريخي) صدر عام 1992م.
- (الفنون التشكيلية في الجنادرية السابع: دراسة توثيقية وثقافية) صدر عام 1993م.[6]
- (الفن العربي المعاصر: البدايات والتطورات في منظور المستقبل) صدر عام 2002م.[3]
- (تاريخ الفن التشكيلي في المملكة العربية السعودية) صدر عن وزراة الثقافة والإعلام عام 2010م. اشتمل الكتاب على الكثير من مراحل تطور الفن التشكيلي في السعودية، وترجم الكتاب إلى اللغتين الإيطالية والإنجليزية.[7]

## محاضرات ومشاركات
- محاضرة بعنوان (قراءة في العمل الفني) نظمها نادي الطائف الأدبي عام 2007م.[8]
- محاضرة عن تاريخ ومراحل تطور الفن التشكيلي في المملكة أقيمت ضمن مهرجان صيف (ارامكو 31) عام 2010م.[9]
- شارك في ندوة عنوانها (ثقافة الفنان وتوثيق الأعمال التشكيلية) نظمتها مكتبة الملك فهد الوطنية عام 2017م.[10]

## تكريم
- كرم من أتلييه للفنون في جدة عام 2011م.[11]
- كرم في حفل الاحتفاء بالفائزين والمشاركين بالملتقى الثاني للجمعية السعودية للفنون التشكيلية عام 2016م.[12]

## صدر عنه
كتاب (محمد الرصيص: المعلم والفنان) لمجموعة من المؤلفين.